# Surface Pro 2
La Surface Pro 2 és un PC 2-en-1 dissenyat per Microsoft om a part de la línia de dispositius Surface de l'empresa. Presentada en un esdeveniment a Nova York el 23 de setembre de 2013 i llançada el 22 d'octubre de 2013, tenint l'èxit de la Surface Pro llançada el febrer de 2013. Tot mantenint un disseny similar al disseny original del seu predecessor, la Surface Pro 2 ha millorat les especificacions de maquinari respecte a aquesta, com un processador Intel Core Haswell i un nombre més gran d'opcions d'emmagatzematge millorades del kickstand i accessoris de cobertes.

## Història
Les comandes anticipades per a la Surface Pro 2 es van obrir el 24 de setembre de 2013 i el dispositiu es va llançar el 22 d'octubre de 2013. Aquesta es va llançar amb la Surface 2, la Touch Cover 2 i la Type Cover 2. Panos Panay, el responsable de Surface de Microsoft, va ser l'únic orador de l'esdeveniment i l'advocat per a tot l'equip de Surface i el Projecte Surface Remix.
El 20 de maig de 2014, es va anunciar el seu successor, la Surface Pro 3. És més gran que el seu predecessor, amb una pantalla de 12 polzades, però alhora és més fina i més lleugera i presenta un puntet de diverses etapes millorat, que es manté per fricció.

## Característiques

### Maquinari
La Surface Pro 2 comparteix la major part del seu disseny amb el seu predecessor, la Surface Pro. L'exterior del dispositiu està construït a partir d'aliatge negre de magnesi. Té un pes de 907 grams: el mateix que el seu predecessor. El Surface Pro 2 presenta una pantalla de 10,6 polzades amb una relació d'aspecte 16:9, que és avantatjosa per a la reproducció de vídeo. A diferència del seu predecessor, el Surface Pro 2 té un pont de dues etapes que es pot configurar en dos angles diferents: 22 i 55 graus, on nou angle de 55 graus es va afegir per fer el dispositiu més còmode a la falda.
La Surface Pro 2 es va enviar amb la quarta generació Intel Core i5-4200U de Haswell (1,6 GHz amb Intel Turbo Boost fins a 2,6 GHz). El desembre de 2013, Microsoft va actualitzar la CPU a 1,9 GHz dual Core i5-4300U. El Surface Pro 2 estava disponible amb 64, 128, 256 o 512 GB d'emmagatzematge intern; els models de 64 i 128 GB inclouen 4 GB de RAM, mentre que les últimes opcions inclouen 8 GB. La CPU inclou el TPM, o mòdul de plataforma de confiança, versió 1.2.
Igual que el Surface Pro, la Surface Pro 2 té un giroscopi, un acceleròmetre, un sensor de llum ambiental, una brúixola, 2 càmeres Lifecam de 720p i altaveus estèreo.

### Software
Surface Pro 2 es va distribuir amb Windows 8.1 Pro com a sistema operatiu. Microsoft va enviar les Surface Pro 2 amb una versió de prova d'un mes d'Office 2013.

## Cronologia
Font: Microsoft Devices Blog